# آرتونی (کمون)
آرتونی (به فرانسوی: Arthonnay) یک کمون در فرانسه است که در canton of Cruzy-le-Châtel واقع شده‌است. آرتونی ۲۵٫۵۰ کیلومتر مربع مساحت دارد.